# Fußball-Club Bayern München 2014-2015
Questa pagina raccoglie i dati riguardanti il Fußball-Club Bayern München nelle competizioni ufficiali della stagione 2014-2015.

## Stagione
Per la 50ª stagione consecutiva il club bavarese partecipa alla massima divisione tedesca di calcio, di cui ne detiene il titolo da due stagioni. Oltre al campionato disputa la supercoppa nazionale nella prima partita ufficiale stagionale, la DFB-Pokal e la UEFA Champions League 2014-2015. L'allenatore, confermato, è Josep Guardiola. La prima partita di campionato è in casa contro il Wolfsburg.

## Maglie e Sponsor
| Casa | Trasferta | Terza divisa | Divisa portiere |

## Rosa
Rosa aggiornata al 9 gennaio 2015.

## Calciomercato

### Sessione estiva(dall'1/7 al 31/8)
| Acquisti | Acquisti           | Acquisti            | Acquisti               |
| R.       | Nome               | da                  | Modalità               |
| -------- | ------------------ | ------------------- | ---------------------- |
| A        | Robert Lewandowski | svincolato          |                        |
| D        | Juan Bernat        | Valencia            | definitivo (10 mln €)  |
| C        | Sebastian Rode     | svincolato          |                        |
| P        | José Manuel Reina  | Liverpool           | definitivo (3 mln €)   |
| D        | Mehdi Benatia      | Roma                | definitivo (26 mln €)  |
| C        | Xabi Alonso        | Real Madrid         | definitivo (10 mln €)  |
| A        | Sinan Kurt         | Borussia M'gladbach | definitivo (1,1 mln €) |

| Cessioni | Cessioni          | Cessioni        | Cessioni               |
| R.       | Nome              | a               | Modalità               |
| -------- | ----------------- | --------------- | ---------------------- |
| D        | Daniel Van Buyten |                 | fine carriera          |
| P        | Lukas Raeder      |                 | svincolato             |
| D        | Alessandro Schöpf | Norimberga      | definitivo (0,4 mln €) |
| A        | Mario Mandžukić   | Atlético Madrid | definitivo (22 mln €)  |
| C        | Toni Kroos        | Real Madrid     | definitivo (25 mln €)  |
| D        | Diego Contento    | Bordeaux        | definitivo (1 mln €)   |
| A        | Julian Green      | Amburgo         | prestito               |

### Sessione invernale(dall'1/1 al 2/2)
| Acquisti | Acquisti | Acquisti | Acquisti |
| R.       | Nome     | da       | Modalità |
| -------- | -------- | -------- | -------- |

| Cessioni | Cessioni              | Cessioni | Cessioni                                          |
| R.       | Nome                  | a        | Modalità                                          |
| -------- | --------------------- | -------- | ------------------------------------------------- |
| C        | Pierre-Emile Højbjerg | Augusta  | prestito                                          |
| C        | Xherdan Shaqiri       | Inter    | prestito (0 €) con obbligo di riscatto (15 mln €) |

## Risultati

### Bundesliga

#### Girone di andata
| Arbitro: | Zwayer |

|                       |           |          |
| Müller 37’ Robben 47’ | Marcatori | 52’ Olić |

| Arbitro: | Fritz |

|             |           |                 |
| Höwedes 62’ | Marcatori | 10’ Lewandowski |

| Arbitro: | Kinhofer |

|                      |           |  |
| Götze 27’ Ribéry 85’ | Marcatori |  |

| Amburgo 20 settembre 2014, ore 15:30 CEST 4ª giornata | Amburgo | 0 – 0 referto | Bayern Monaco | Imtech Arena (57 000 spett.)\| Arbitro: \| Dingert \| |
| Arbitro:                                              | Dingert |               |               |                                                       |

| Arbitro: | Stegemann |

|                                          |           |  |
| Götze 8’, 78’ Lewandowski 14’ Müller 85’ | Marcatori |  |

| Arbitro: | Kircher |

|  |           |                             |
|  | Marcatori | 19’ Götze 67’ (aut.) Halfar |

| Arbitro: | Siebert |

|                                     |           |  |
| Lewandowski 6’, 38’ Robben 13’, 79’ | Marcatori |  |

| Arbitro: | Dankert |

|                                                           |           |  |
| Lahm 20’, 79’ Alonso 27’ Müller 43’ (rig.) Götze 45’, 86’ | Marcatori |  |

| Mönchengladbach 26 ottobre 2014, ore 17:30 CET 9ª giornata | Borussia M'gladbach | 0 – 0 referto | Bayern Monaco | Stadion im Borussia-Park (54 010 spett.)\| Arbitro: \| Zwayer \| |
| Arbitro:                                                   | Zwayer              |               |               |                                                                  |

| Arbitro: | Grafe |

|                                   |           |          |
| Lewandowski 72’ Robben 85’ (rig.) | Marcatori | 31’ Reus |

| Arbitro: | Meyer |

|  |           |                                  |
|  | Marcatori | 22’, 64’, 67’ Müller 86’ Shaqiri |

| Arbitro: | Gagelmann |

|                                               |           |  |
| Götze 23’ Lewandowski 40’ Robben 82’ Rode 87’ | Marcatori |  |

| Arbitro: | Dingert |

|  |           |            |
|  | Marcatori | 27’ Robben |

| Arbitro: | Kircher |

|            |           |  |
| Ribéry 51’ | Marcatori |  |

| Arbitro: | Stieler |

|  |           |                                             |
|  | Marcatori | 58’ Benatia 59’, 71’ Robben 68’ Lewandowski |

| Arbitro: | Drees |

|                       |           |  |
| Robben 41’ Müller 48’ | Marcatori |  |

| Arbitro: | Zwayer |

|          |           |                               |
| Soto 21’ | Marcatori | 24’ Schweinsteiger 90’ Robben |

#### Girone di ritorno
| Arbitro: | Welz |

|                                   |           |            |
| Dost 4’, 45+2’ De Bruyne 53’, 73’ | Marcatori | 55’ Bernat |

| Arbitro: | Dankert |

|            |           |             |
| Robben 67’ | Marcatori | 72’ Höwedes |

| Arbitro: | Meyer |

|  |           |                      |
|  | Marcatori | 41’ Robben 51’ Alaba |

| Arbitro: | Weiner |

|                                                                                  |           |  |
| Müller 21’ (rig.), 55’ Götze 23’, 88’ Robben 36’, 47’ Lewandowski 56’ Ribéry 69’ | Marcatori |  |

| Arbitro: | Dankert |

|  |           |                                                                   |
|  | Marcatori | 24’, 37’ Lewandowski 63’ (rig.), 86’ Robben 72’ Ribéry 78’ Weiser |

| Arbitro: | Siebert |

|                                                         |           |            |
| Schweinsteiger 3’ Ribéry 10’ Robben 67’ Lewandowski 75’ | Marcatori | 45+1’ Ujah |

| Arbitro: | Welz |

|              |           |                                   |
| Kiyotake 25’ | Marcatori | 28’ Alonso 61’ (rig.), 72’ Müller |

| Arbitro: | Kinhofer |

|  |           |                                             |
|  | Marcatori | 24’ Müller 45’ Alaba 76’, 90+1’ Lewandowski |

| Arbitro: | Meyer |

|  |           |                  |
|  | Marcatori | 30’, 77’ Raffael |

| Arbitro: | Kircher |

|  |           |                 |
|  | Marcatori | 36’ Lewandowski |

| Arbitro: | Schmidt |

|                                 |           |  |
| Lewandowski 15’, 66’ Müller 82’ | Marcatori |  |

| Arbitro: | Stieler |

|  |           |                          |
|  | Marcatori | 38’ Rode 83’ (aut.) Beck |

| Arbitro: | Winkmann |

|                    |           |  |
| Schweinsteiger 80’ | Marcatori |  |

| Arbitro: | Dingert |

|                           |           |  |
| Çalhanoğlu 55’ Brandt 81’ | Marcatori |  |

| Arbitro: | Stegemann |

|  |           |               |
|  | Marcatori | 71’ Bobadilla |

| Arbitro: | Welz |

|                          |           |                    |
| Mehmedi 33’ Petersen 89’ | Marcatori | 13’ Schweinsteiger |

| Arbitro: | Kinhofer |

|                                           |           |  |
| Lewandowski 25’ (rig.) Schweinsteiger 48’ | Marcatori |  |

### Coppa di Germania
| Arbitro: | Winkmann |

|                   |           |                                            |
| Krohne 89’ (rig.) | Marcatori | 19’ Götze 29’ Müller 52’ Alaba 73’ Pizarro |

| Arbitro: | Fritz |

|             |           |                                     |
| Lasogga 85’ | Marcatori | 7’ Lewandowski 44’ Alaba 55’ Ribéry |

| Arbitro: | Drees |

|                       |           |  |
| Alaba 45+1’ Götze 57’ | Marcatori |  |

| Arbitro: | Zwayer |

|                                |                      |                                           |
| Drmić Bender Castro Çalhanoğlu | Tiri di rigore 3 – 5 | Müller Lewandowski Alonso Götze Alcántara |

| Arbitro: | Gagelmann |

|                         |                      |                       |
| Lewandowski 29’         | Marcatori            | 75’ Aubameyang        |
| Lahm Alonso Götze Neuer | Tiri di rigore 0 – 2 | Gündoğan Kehl Hummels |

### UEFA Champions League

#### Fase a gironi
| Arbitro: | Undiano Mallenco |

|             |           |  |
| Boateng 90’ | Marcatori |  |

| Arbitro: | Collum |

|  |           |                   |
|  | Marcatori | 22’ (rig.) Müller |

| Arbitro: | Eriksson |

|              |           |                                                                                   |
| Gervinho 66’ | Marcatori | 9’, 30’ Robben 23’ Götze 25’ Lewandowski 36’ (rig.) Müller 78’ Ribéry 80’ Shaqiri |

| Arbitro: | Cakir |

|                      |           |  |
| Ribéry 38’ Götze 64’ | Marcatori |  |

| Arbitro: | Královec |

|                               |           |                            |
| Agüero 22’ (rig.), 85’, 90+1’ | Marcatori | 40’ Alonso 45’ Lewandowski |

| Arbitro: | Benquerenca |

|                                      |           |  |
| Müller 18’ (rig.) Rode 64’ Götze 90’ | Marcatori |  |

| Leopoli 17 febbraio 2015, ore 20:45 CET Andata | Šachtar          | 0 – 0 referto | Bayern Monaco | Arena L'viv (34 187 spett.)\| Arbitro: \| Undiano Mallenco \| |
| Arbitro:                                       | Undiano Mallenco |               |               |                                                               |

| Arbitro: | Collum |

|                                                                                      |           |  |
| Müller 4’ (rig.), 52’ Boateng 34’ Ribéry 49’ Badstuber 63’ Lewandowski 75’ Götze 87’ | Marcatori |  |

| Arbitro: | Velasco Carballo |

|                                      |           |               |
| Quaresma 3’ (rig.), 10’ Martínez 65’ | Marcatori | 28’ Alcántara |

| Arbitro: | Atkinson |

|                                                                      |           |              |
| Alcántara 14’ Boateng 22’ Lewandowski 27’, 40’ Müller 36’ Alonso 88’ | Marcatori | 73’ Martínez |

| Arbitro: | Rizzoli |

|                             |           |  |
| Messi 77’, 80’ Neymar 90+4’ | Marcatori |  |

| Arbitro: | Clattenburg |

|                                       |           |                 |
| Benatia 7’ Lewandowski 59’ Müller 74’ | Marcatori | 15’, 29’ Neymar |

### Supercoppa di Germania
| Arbitro: | Gagelmann |

|                               |           |  |
| Mkhitaryan 23’ Aubameyang 62’ | Marcatori |  |

## Statistiche

### Statistiche di squadra
Statistiche aggiornate al 23 maggio 2015.
| Competizione                | Punti | In casa | In casa | In casa | In casa | In casa | In casa | In trasferta | In trasferta | In trasferta | In trasferta | In trasferta | In trasferta | Totale | Totale | Totale | Totale | Totale | Totale | DR  |
| Competizione                | Punti | G       | V       | N       | P       | Gf      | Gs      | G            | V            | N            | P            | Gf           | Gs           | G      | V      | N      | P      | Gf     | Gs     | DR  |
| --------------------------- | ----- | ------- | ------- | ------- | ------- | ------- | ------- | ------------ | ------------ | ------------ | ------------ | ------------ | ------------ | ------ | ------ | ------ | ------ | ------ | ------ | --- |
| Bundesliga                  | 79    | 17      | 14      | 1       | 2       | 46      | 7       | 17           | 11           | 3            | 3            | 34           | 11           | 34     | 25     | 4      | 5      | 80     | 18     | +62 |
| Coppa di Germania           | -     | 2       | 1       | 1       | 0       | 3       | 1       | 3            | 2            | 1            | 0            | 7            | 2            | 5      | 3      | 2      | 0      | 10     | 3      | +7  |
| Supercoppa di Germania 2014 | -     | -       | -       | -       | -       | -       | -       | 1            | 0            | 0            | 1            | 0            | 2            | 1      | 0      | 0      | 1      | 0      | 2      | -2  |
| Champions League            | -     | 6       | 6       | 0       | 0       | 22      | 3       | 6            | 2            | 1            | 3            | 11           | 10           | 12     | 8      | 1      | 3      | 33     | 13     | +20 |
| Totale                      | -     | 25      | 21      | 2       | 2       | 71      | 11      | 27           | 15           | 5            | 7            | 52           | 25           | 52     | 36     | 7      | 9      | 123    | 36     | +87 |

### Andamento in campionato
| Giornata  | 1 | 2 | 3 | 4 | 5 | 6 | 7 | 8 | 9 | 10 | 11 | 12 | 13 | 14 | 15 | 16 | 17 | 18 | 19 | 20 | 21 | 22 | 23 | 24 | 25 | 26 | 27 | 28 | 29 | 30 | 31 | 32 | 33 | 34 |
| --------- | - | - | - | - | - | - | - | - | - | -- | -- | -- | -- | -- | -- | -- | -- | -- | -- | -- | -- | -- | -- | -- | -- | -- | -- | -- | -- | -- | -- | -- | -- | -- |
| Luogo     | C | T | C | T | C | T | C | C | T | C  | T  | C  | T  | C  | T  | C  | T  | T  | C  | T  | C  | T  | C  | T  | T  | C  | T  | C  | T  | C  | T  | C  | T  | C  |
| Risultato | V | N | V | N | V | V | V | V | N | V  | V  | V  | V  | V  | V  | V  | V  | P  | N  | V  | V  | V  | V  | V  | V  | P  | V  | V  | V  | V  | P  | P  | P  | V  |
| Posizione | 3 | 5 | 2 | 4 | 1 | 1 | 1 | 1 | 1 | 1  | 1  | 1  | 1  | 1  | 1  | 1  | 1  | 1  | 1  | 1  | 1  | 1  | 1  | 1  | 1  | 1  | 1  | 1  | 1  | 1  | 1  | 1  | 1  | 1  |

Fonte:  Bundesliga – Classifiche, su sport.sky.it, sport.sky.it (archiviato dall'url originale il 14 luglio 2014).
Legenda:

Luogo: C = Casa; T = Trasferta. Risultato: V = Vittoria; N = Pareggio; P = Sconfitta.

### Statistiche dei giocatori
In corsivo i giocatori che hanno lasciato la squadra a stagione già iniziata.
| Giocatore         | Bundesliga | Bundesliga | Bundesliga  | Bundesliga | Coppa di Germania | Coppa di Germania | Coppa di Germania | Coppa di Germania | Champions League | Champions League | Champions League | Champions League | Supercoppa di Germania | Supercoppa di Germania | Supercoppa di Germania | Supercoppa di Germania | Totale   | Totale | Totale      | Totale     |
| Giocatore         | Presenze   | Reti       | Ammonizioni | Espulsioni | Presenze          | Reti              | Ammonizioni       | Espulsioni        | Presenze         | Reti             | Ammonizioni      | Espulsioni       | Presenze               | Reti                   | Ammonizioni            | Espulsioni             | Presenze | Reti   | Ammonizioni | Espulsioni |
| ----------------- | ---------- | ---------- | ----------- | ---------- | ----------------- | ----------------- | ----------------- | ----------------- | ---------------- | ---------------- | ---------------- | ---------------- | ---------------------- | ---------------------- | ---------------------- | ---------------------- | -------- | ------ | ----------- | ---------- |
| D. Alaba          | 19         | 2          | 0           | 0          | 3                 | 3                 | 0                 | 0                 | 6                | 0                | 0                | 0                | 1                      | 0                      | 0                      | 0                      | 29       | 5      | 0           | 0          |
| T Alcántara       | 7          | 0          | 0           | 0          | 2                 | 0                 | 1                 | 0                 | 4                | 2                | 1                | 0                | 0                      | 0                      | 0                      | 0                      | 13       | 2      | 2           | 0          |
| X. Alonso         | 26         | 2          | 6           | 0          | 4                 | 0                 | 1                 | 0                 | 10               | 2                | 5                | 1                | 0                      | 0                      | 0                      | 0                      | 40       | 4      | 12          | 1          |
| H. Badstuber      | 10         | 0          | 0           | 0          | 2                 | 0                 | 0                 | 0                 | 4                | 1                | 2                | 0                | 0                      | 0                      | 0                      | 0                      | 16       | 1      | 2           | 0          |
| M. Benatia        | 15         | 1          | 5           | 0          | 2                 | 0                 | 1                 | 0                 | 7                | 1                | 2                | 1                | 0                      | 0                      | 0                      | 0                      | 24       | 2      | 8           | 1          |
| J. Bernat         | 31         | 1          | 1           | 0          | 5                 | 0                 | 0                 | 0                 | 12               | 0                | 3                | 0                | 1                      | 0                      | 0                      | 0                      | 49       | 1      | 4           | 0          |
| J. Boateng        | 27         | 0          | 2           | 1          | 5                 | 0                 | 0                 | 0                 | 11               | 3                | 2                | 0                | 1                      | 0                      | 1                      | 0                      | 44       | 3      | 5           | 1          |
| Dante             | 26         | 0          | 5           | 0          | 4                 | 0                 | 2                 | 0                 | 7                | 0                | 1                | 0                | 1                      | 0                      | 0                      | 0                      | 38       | 0      | 8           | 0          |
| G. Gaudino        | 8          | 0          | 0           | 0          | 1                 | 0                 | 0                 | 0                 | 1                | 0                | 0                | 0                | 1                      | 0                      | 0                      | 0                      | 11       | 0      | 0           | 0          |
| L. Görtler        | 1          | 0          | 0           | 0          | 0                 | 0                 | 0                 | 0                 | 0                | 0                | 0                | 0                | 0                      | 0                      | 0                      | 0                      | 1        | 0      | 0           | 0          |
| M. Götze          | 32         | 9          | 1           | 0          | 4                 | 2                 | 0                 | 0                 | 12               | 5                | 0                | 0                | 1                      | 0                      | 0                      | 0                      | 49       | 16     | 1           | 0          |
| J. Green          | 0          | 0          | 0           | 0          | 0                 | 0                 | 0                 | 0                 | 0                | 0                | 0                | 0                | 0                      | 0                      | 0                      | 0                      | 0        | 0      | 0           | 0          |
| P. Højbjerg       | 8          | 0          | 1           | 0          | 1                 | 0                 | 0                 | 0                 | 3                | 0                | 0                | 0                | 1                      | 0                      | 1                      | 0                      | 13       | 0      | 2           | 0          |
| S. Kurt           | 1          | 0          | 0           | 0          | 0                 | 0                 | 0                 | 0                 | 0                | 0                | 0                | 0                | 0                      | 0                      | 0                      | 0                      | 1        | 0      | 0           | 0          |
| P. Lahm           | 20         | 2          | 0           | 0          | 4                 | 0                 | 0                 | 0                 | 8                | 0                | 2                | 0                | 1                      | 0                      | 1                      | 0                      | 33       | 2      | 3           | 0          |
| R. Lewandowski    | 31         | 17         | 0           | 0          | 5                 | 2                 | 0                 | 0                 | 12               | 6                | 1                | 0                | 1                      | 0                      | 0                      | 0                      | 49       | 25     | 1           | 0          |
| J. Martínez       | 1          | 0          | 0           | 0          | 0                 | 0                 | 0                 | 0                 | 1                | 0                | 0                | 0                | 1                      | 0                      | 0                      | 0                      | 3        | 0      | 0           | 0          |
| T. Müller         | 32         | 13         | 1           | 0          | 5                 | 1                 | 0                 | 0                 | 10               | 7                | 0                | 0                | 1                      | 0                      | 0                      | 0                      | 48       | 21     | 1           | 0          |
| M. Neuer          | 32         | -18        | 1           | 0          | 5                 | -3                | 0                 | 0                 | 12               | -13              | 2                | 0                | 1                      | -2                     | 0                      | 0                      | 50       | -36    | 3           | 0          |
| C. Pizarro        | 13         | 0          | 0           | 0          | 2                 | 1                 | 0                 | 0                 | 2                | 0                | 0                | 0                | 0                      | 0                      | 0                      | 0                      | 17       | 1      | 0           | 0          |
| Rafinha           | 26         | 0          | 4           | 0          | 4                 | 0                 | 1                 | 0                 | 11               | 0                | 2                | 0                | 0                      | 0                      | 0                      | 0                      | 41       | 0      | 7           | 0          |
| J. Reina          | 3          | 0          | 0           | 1          | 0                 | 0                 | 0                 | 0                 | 0                | 0                | 0                | 0                | 0                      | 0                      | 0                      | 0                      | 3        | 0      | 0           | 1          |
| F. Ribéry         | 15         | 5          | 2           | 0          | 2                 | 1                 | 0                 | 0                 | 6                | 3                | 0                | 0                | 0                      | 0                      | 0                      | 0                      | 23       | 9      | 2           | 0          |
| A. Robben         | 21         | 17         | 0           | 0          | 2                 | 0                 | 0                 | 0                 | 7                | 2                | 0                | 0                | 0                      | 0                      | 0                      | 0                      | 30       | 19     | 0           | 0          |
| S. Rode           | 23         | 2          | 2           | 0          | 4                 | 0                 | 0                 | 0                 | 7                | 1                | 2                | 0                | 1                      | 0                      | 0                      | 0                      | 35       | 3      | 4           | 0          |
| B. Schweinsteiger | 20         | 5          | 4           | 0          | 2                 | 0                 | 1                 | 0                 | 6                | 0                | 1                | 0                | 0                      | 0                      | 0                      | 0                      | 28       | 5      | 6           | 0          |
| X. Shaqiri        | 9          | 1          | 0           | 0          | 1                 | 0                 | 1                 | 0                 | 4                | 1                | 0                | 0                | 1                      | 0                      | 0                      | 0                      | 15       | 2      | 1           | 0          |
| T. Starke         | 0          | 0          | 0           | 0          | 0                 | 0                 | 0                 | 0                 | 0                | 0                | 0                | 0                | 0                      | 0                      | 0                      | 0                      | 0        | 0      | 0           | 0          |
| R. Strieder       | 1          | 0          | 0           | 0          | 0                 | 0                 | 0                 | 0                 | 0                | 0                | 0                | 0                | 0                      | 0                      | 0                      | 0                      | 1        | 0      | 0           | 0          |
| P. Weihrauch      | 0          | 0          | 0           | 0          | 0                 | 0                 | 0                 | 0                 | 0                | 0                | 0                | 0                | 0                      | 0                      | 0                      | 0                      | 0        | 0      | 0           | 0          |
| M. Weiser         | 13         | 1          | 2           | 0          | 1                 | 0                 | 0                 | 0                 | 2                | 0                | 0                | 0                | 0                      | 0                      | 0                      | 0                      | 16       | 1      | 2           | 0          |